# 1740 în literatură
Anul 1740 în literatură a implicat o serie de evenimente și cărți noi semnificative.  

## Cărți noi
- Johann Jakob Bodmer - Von dem Wunderbaren in der Poesie
- Colley Cibber - An Apology for the Life of Mr Colley Cibber, Comedian
- John Dyer - The Ruins of Rome
- Richard Glover - Admiral Hosier's Ghost
- David Hume - An Abstract of . . . A Treatise of Human Nature
- William Law - An Earnest and Serious Answer to Dr. Trapp's Discourse
  - - An Appeal to all that Doubt, or Disbelieve the Truths of the Gospel
- William Oldys - The Life of Sir Walter Raleigh
- Christopher Pitt - The Aeneid of Virgil
- William Pulteney - An Epistle from L--- to Lord C-------d (presupusă a fi de la Thomas Coke către Lordul Chesterfield)
- Samuel Richardson - Pamela, or Virtue Rewarded
- Henry St. John, 1st Viscount Bolingbroke - The Idea of a Patriot King
- William Stukeley - Stonehenge: A temple restor'd to the British Druids
- Gabrielle-Suzanne Barbot de Villeneuve -La jeune américaine, et les contes marins
- William Warburton - A Vindication of Mr. Pope's Essay on Man
- George Whitefield - A Short Account of God's Dealings with the Reverend George Whitefield